# Xymene warreni
Xymene warreni es una especie de molusco gasterópodo de la familia Muricidae. 

## Distribución geográfica
Se encuentra en Nueva Zelanda